# Ratusz w Bystrzycy Kłodzkiej

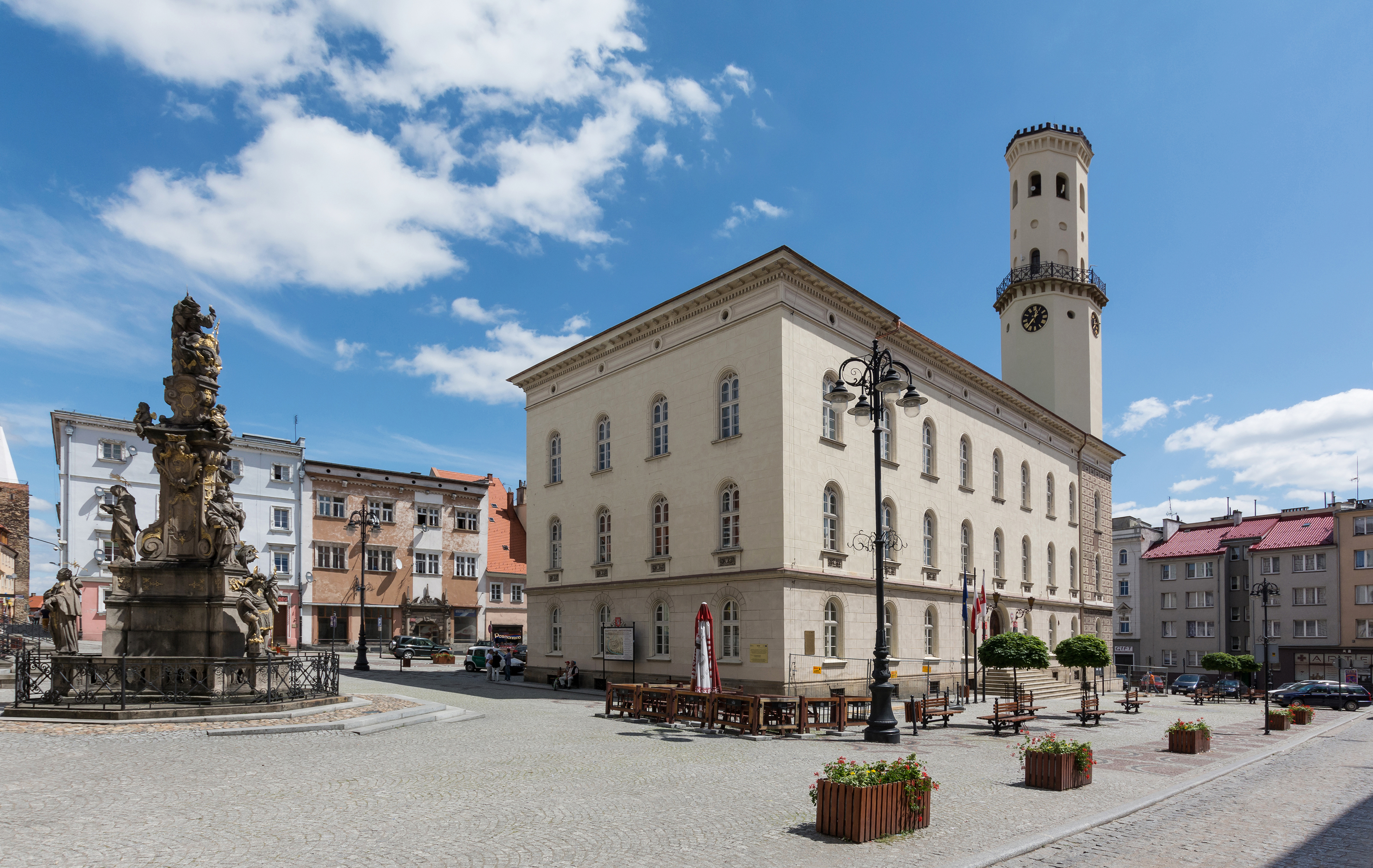
Rynek w Bystrzycy Kłodzkiej

Ratusz w Bystrzycy Kłodzkiej – wybudowany w latach 1851-1852, zabytkowy ratusz, położony na bystrzyckim rynku, obecnie siedziba kilku instytucji.

## Historia
Niektóre źródła podają, że pierwszy ratusz istniał w Bystrzycy Kłodzkiej już w XIV wieku. Został on zniszczony podczas wojen husyckich. Odbudowano go w latach 1540-1541, a wieżę w roku 1583. Budowla ta spłonęła w roku 1703, a po ponownym pożarze w 1823 roku została rozebrana. Obecna budowla została wzniesiona w latach 1852-1854. W roku 1936 ratusz odnowiono, kolejna renowacja została przeprowadzona w 1962 roku.
Decyzjami wojewódzkiego konserwatora zabytków z dnia 3 sierpnia 1965 roku (wieża) i z 21 maja 2008 roku obiekt został wpisany do rejestru zabytków. 

## Architektura
Budynek został wzniesiony na rzucie czworokąta i posiada trzy kondygnacje i ryzalit z wejściem. Stylem luźno nawiązuje do renesansu florenckiego. Część bryły pokryta jest dekoracją sgraffitową. Wieża budowli składa się z dwóch różnej średnicy ośmiokątów i posiada ganek na kroksztynach, z metalową galeryjką. Wieża zwieńczona jest krenelażem na machikułach.
Obecnie ratusz jest siedzibą szkoły muzycznej, biblioteki, banku i Urzędu Stanu Cywilnego.

## Galeria

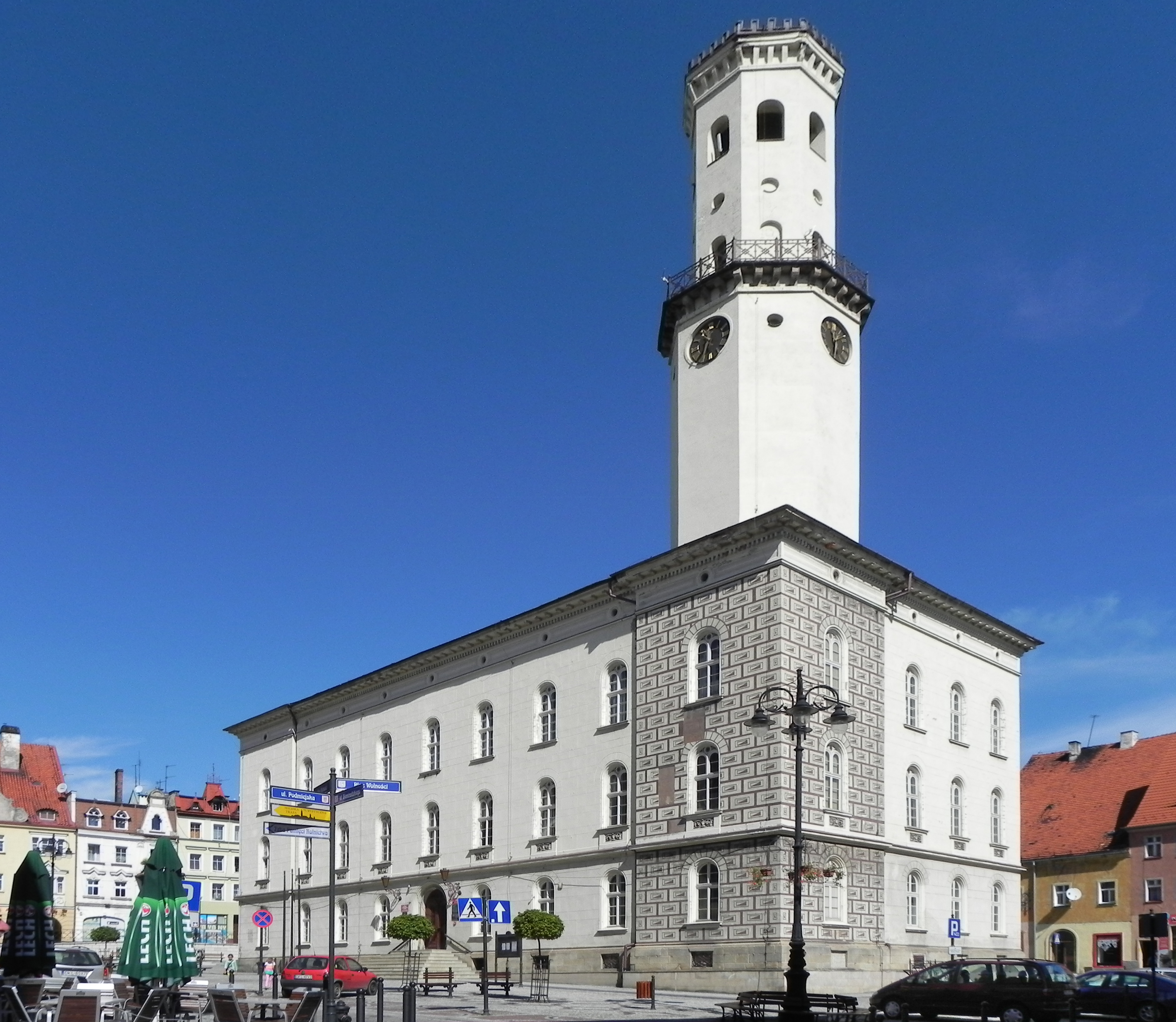
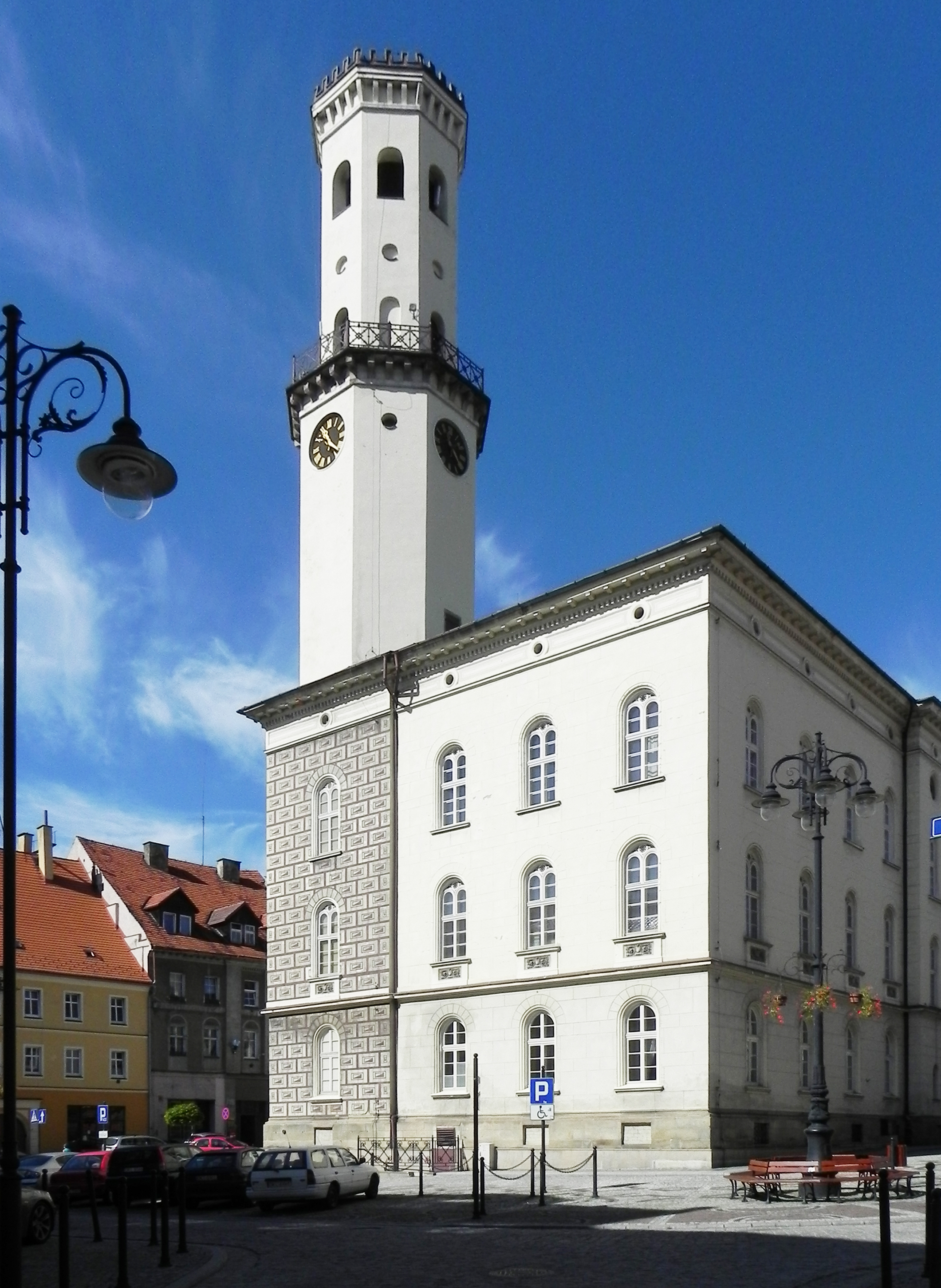
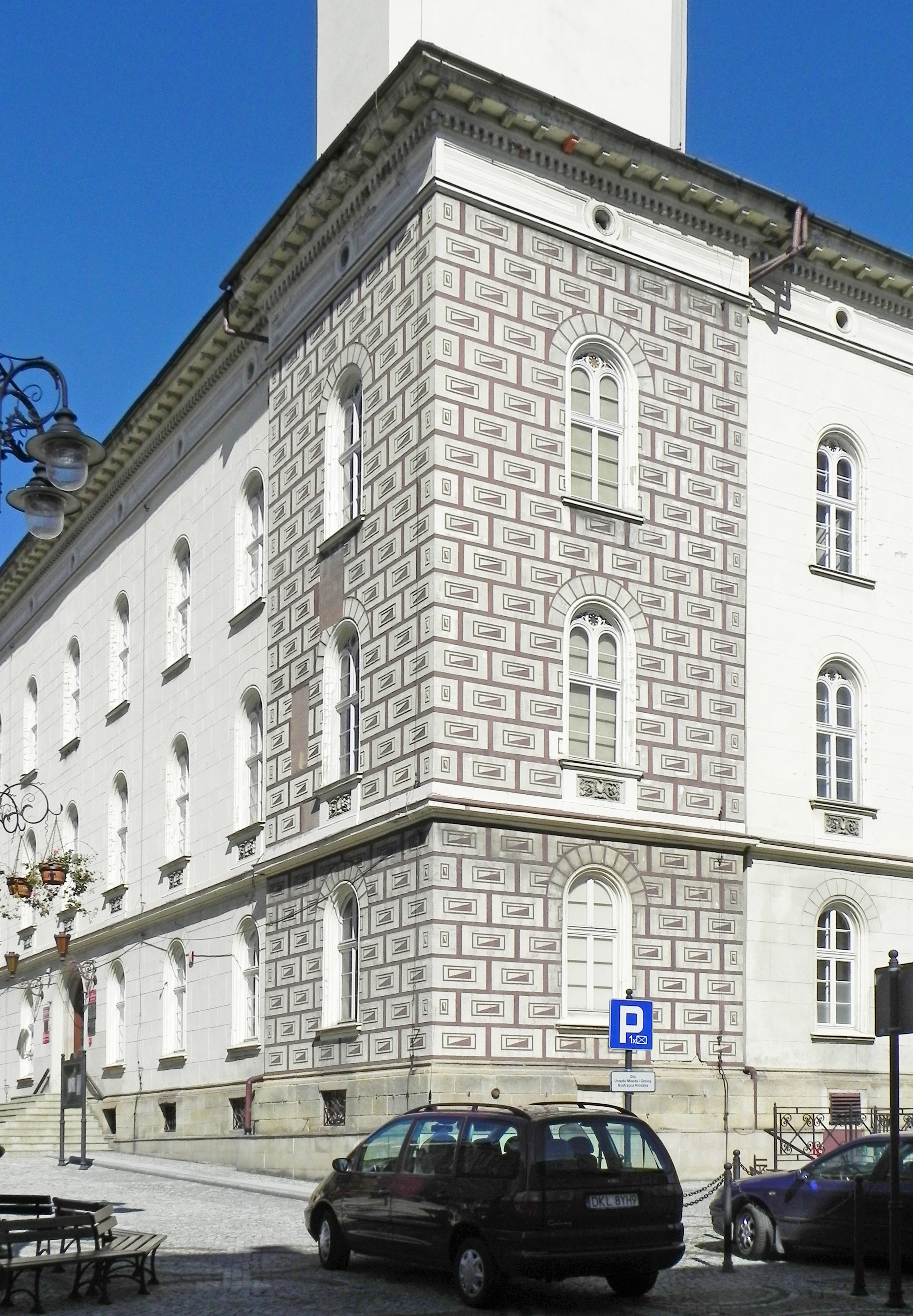
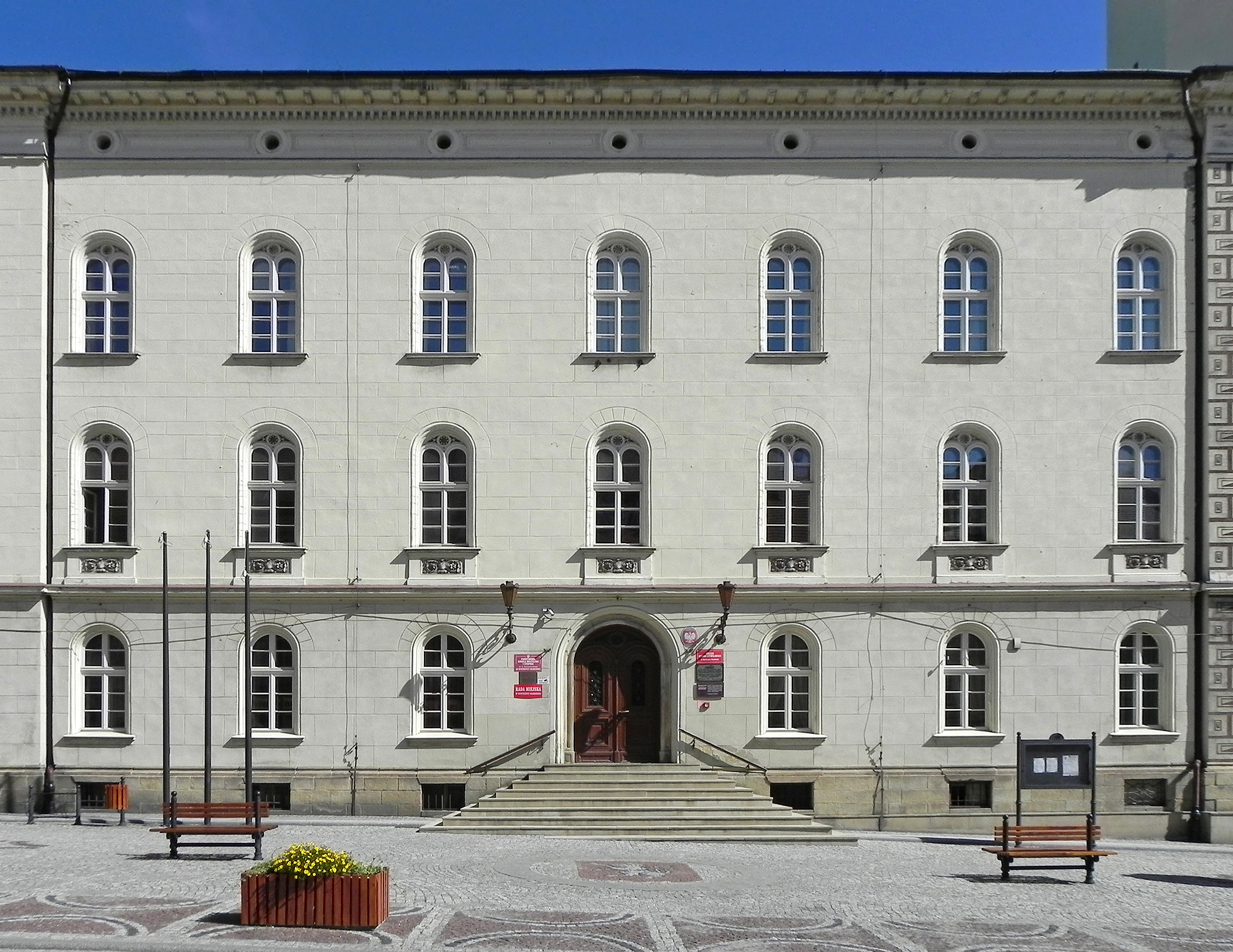
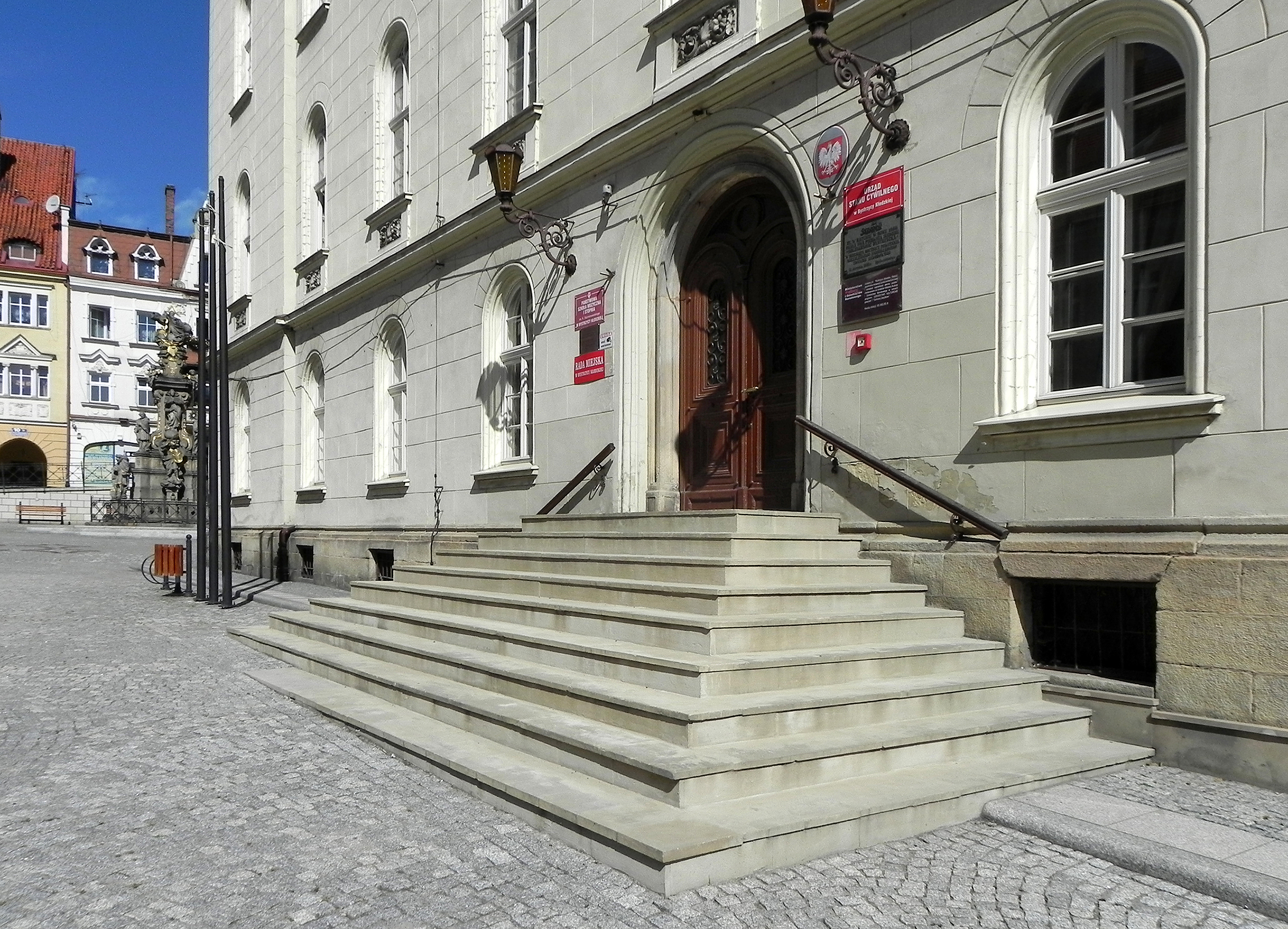
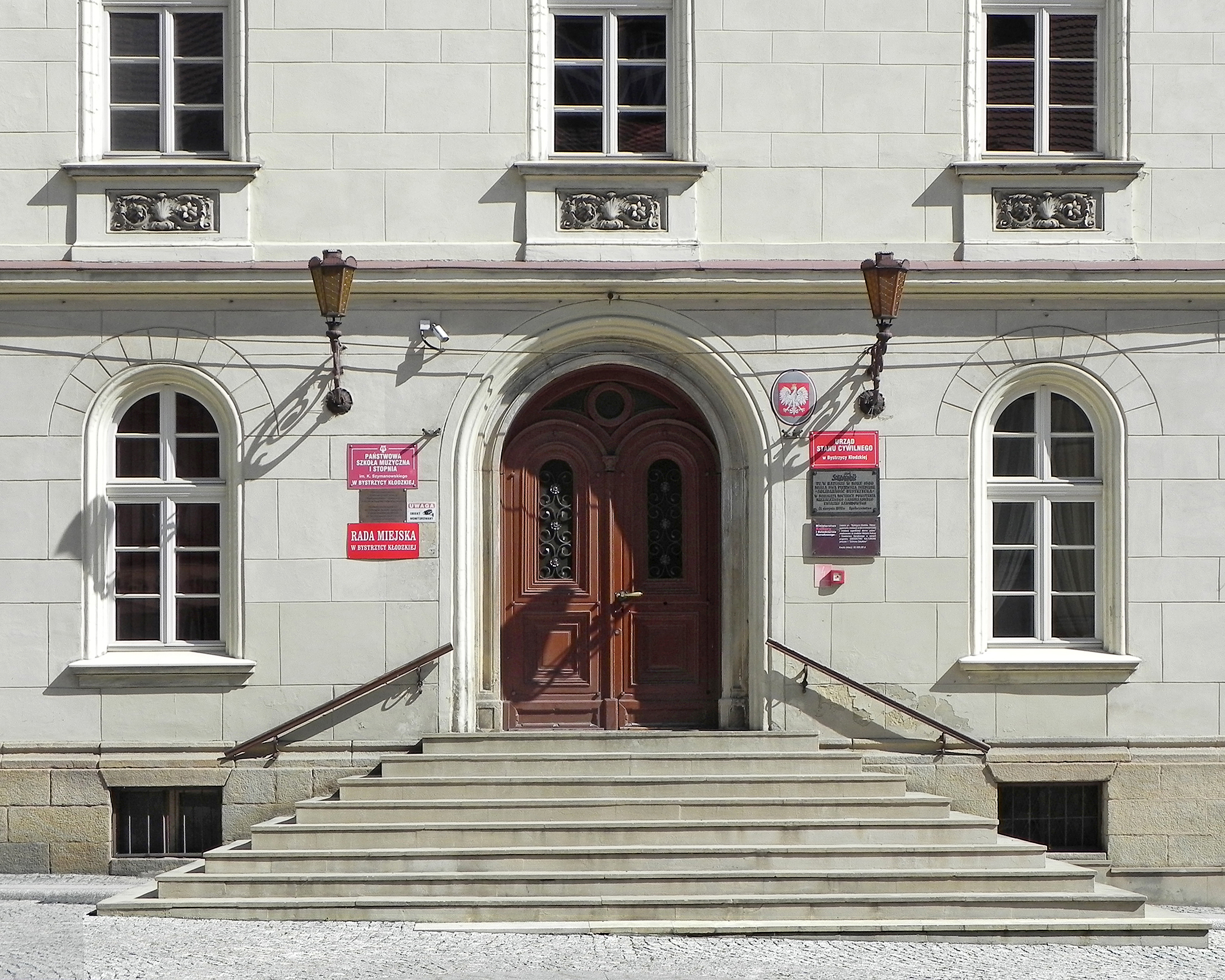
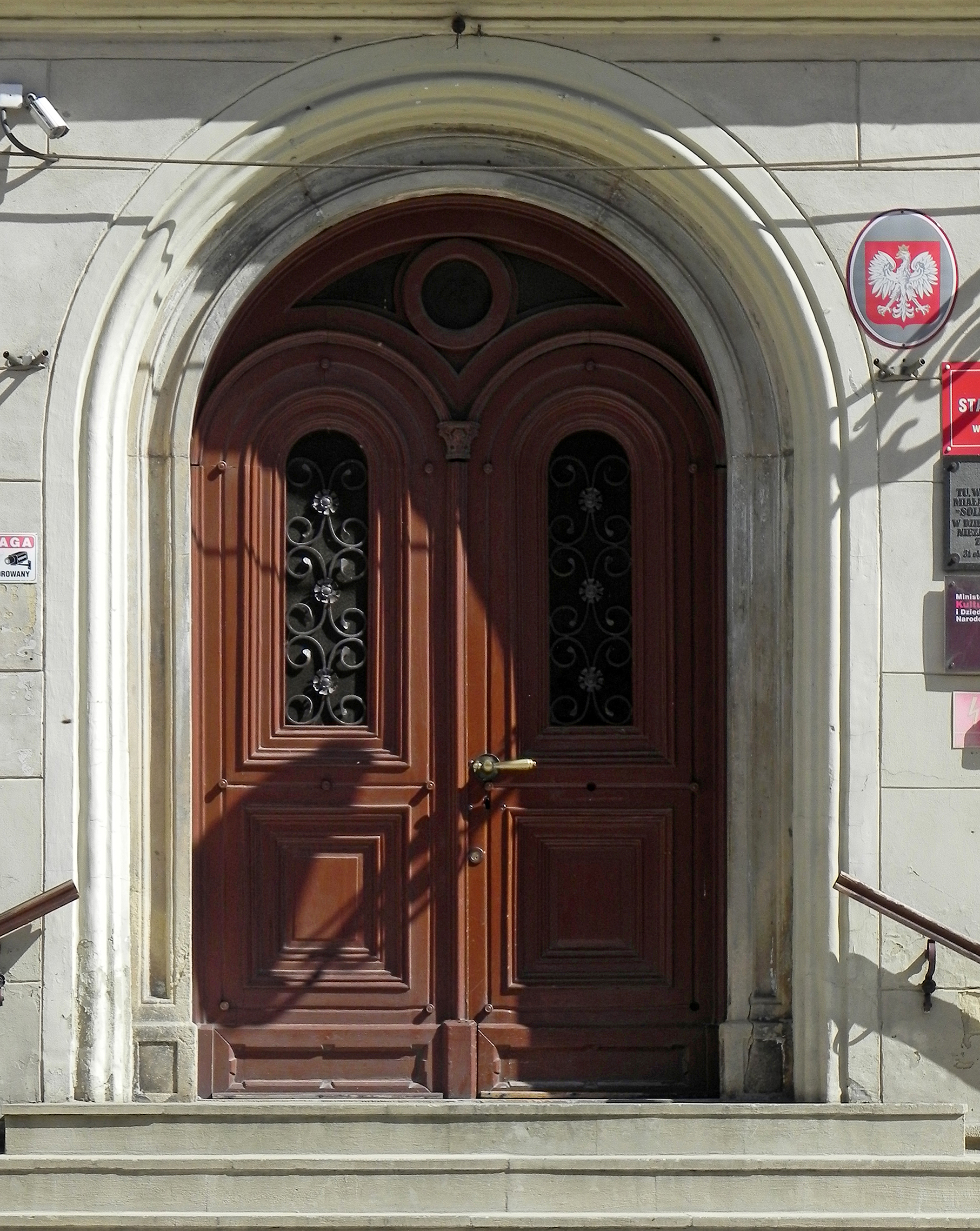
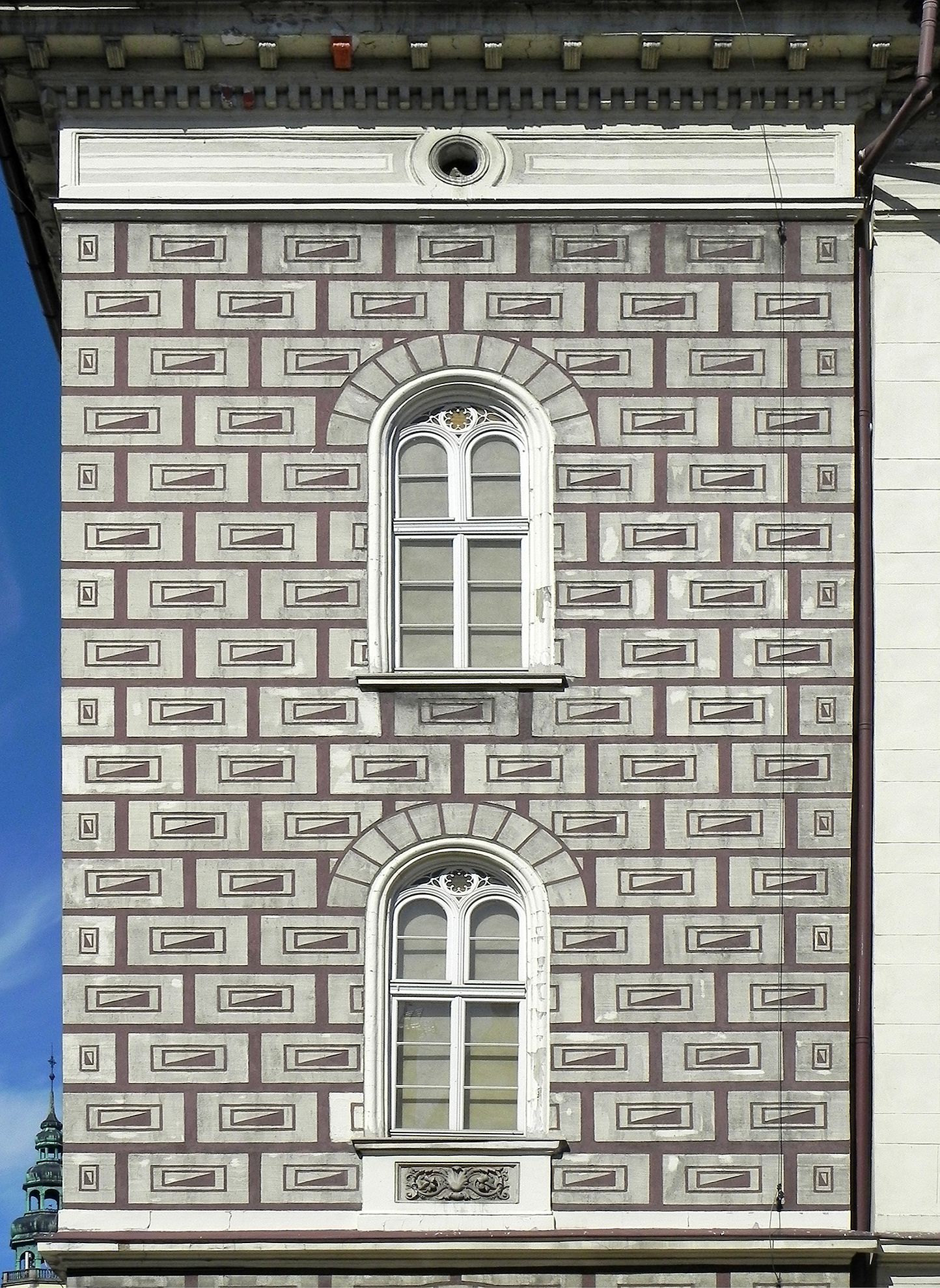
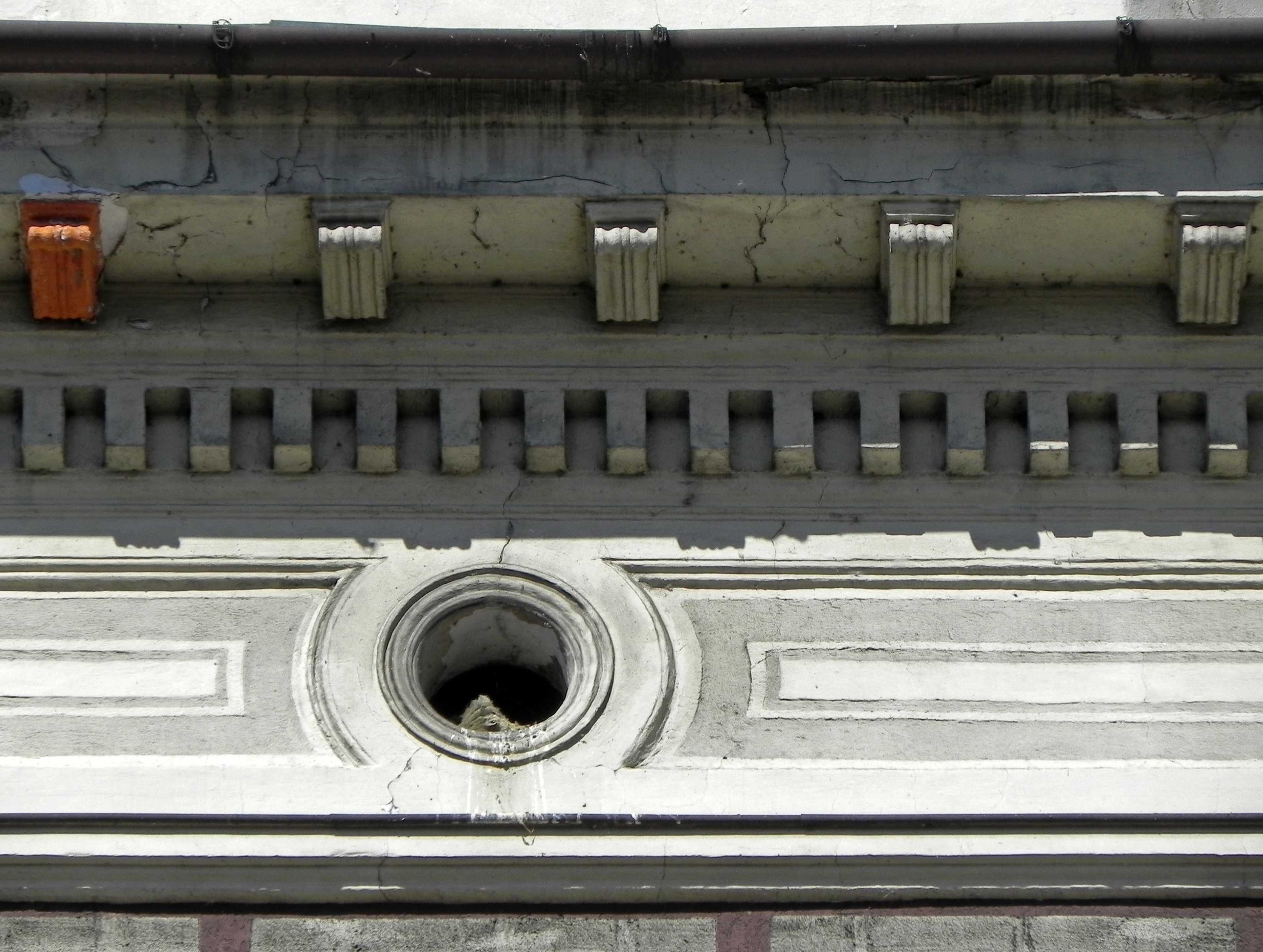
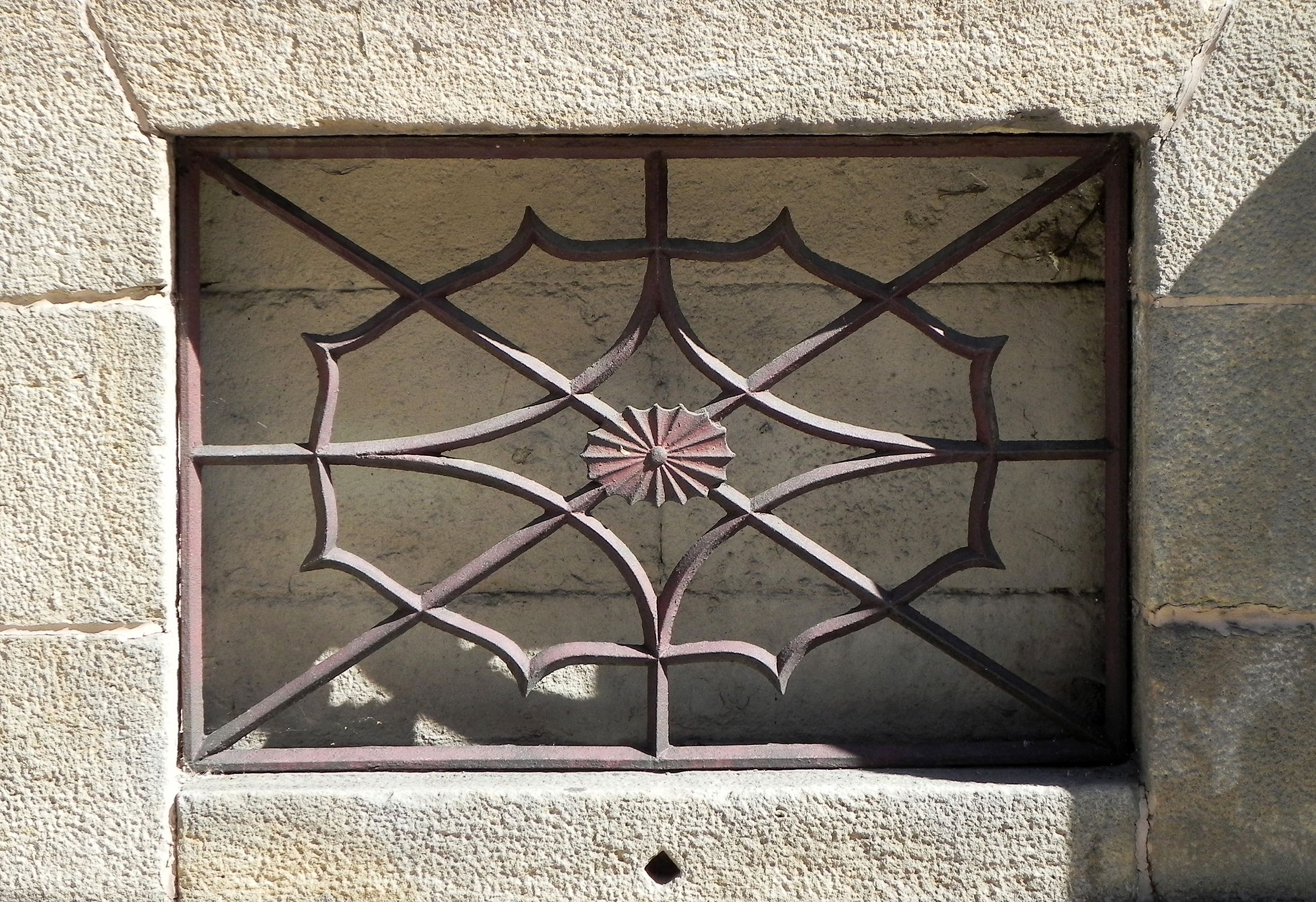
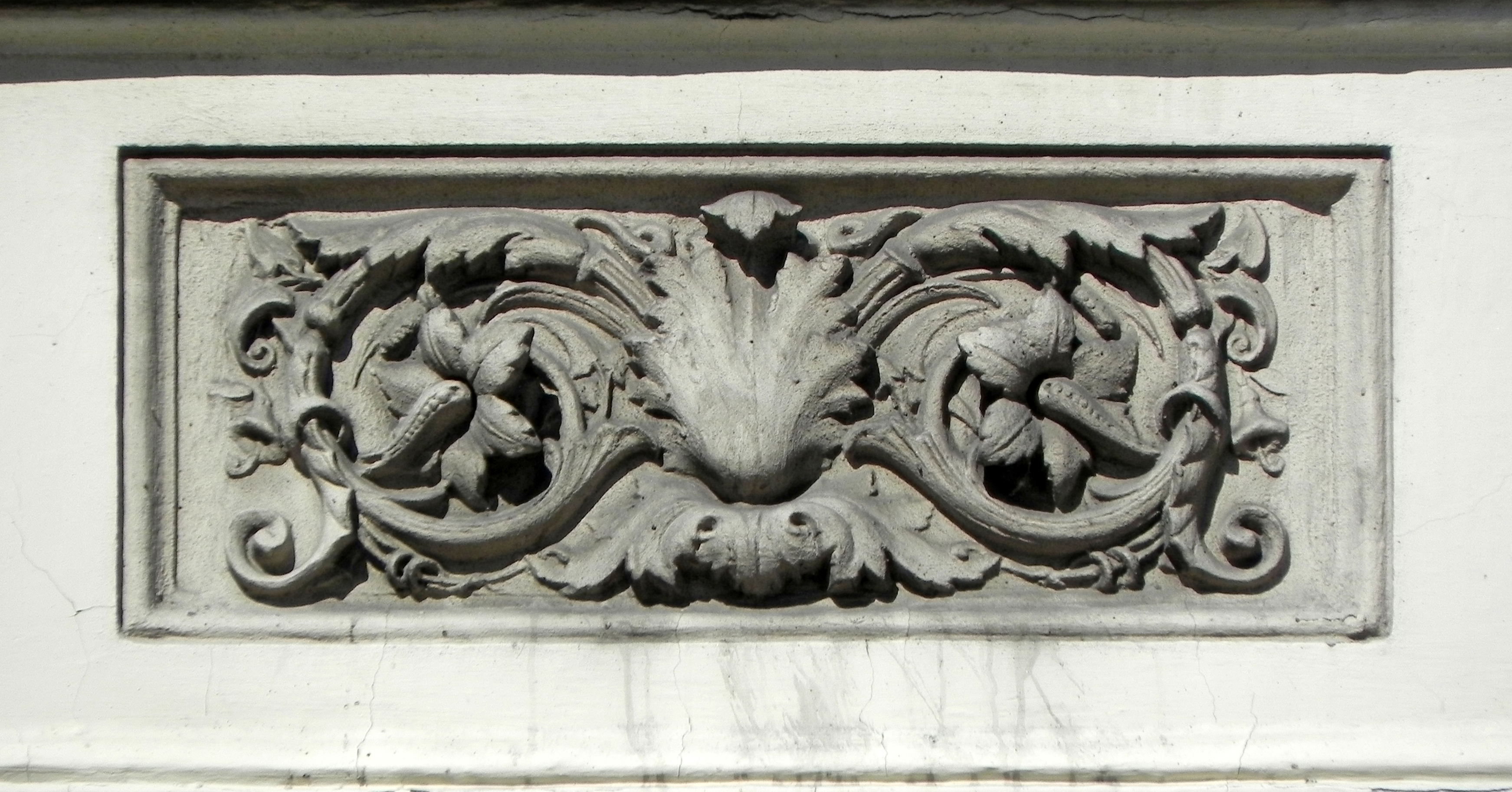
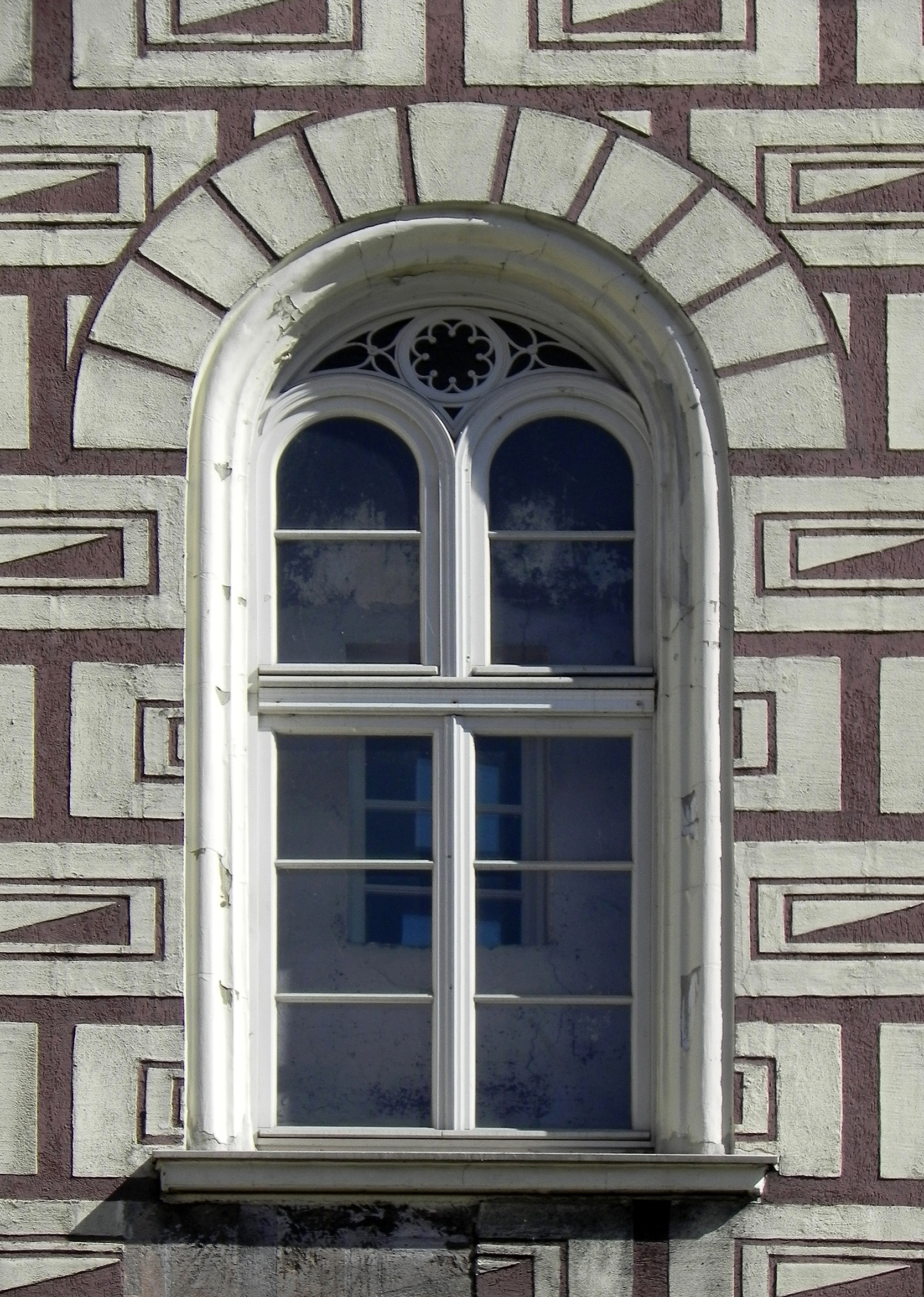
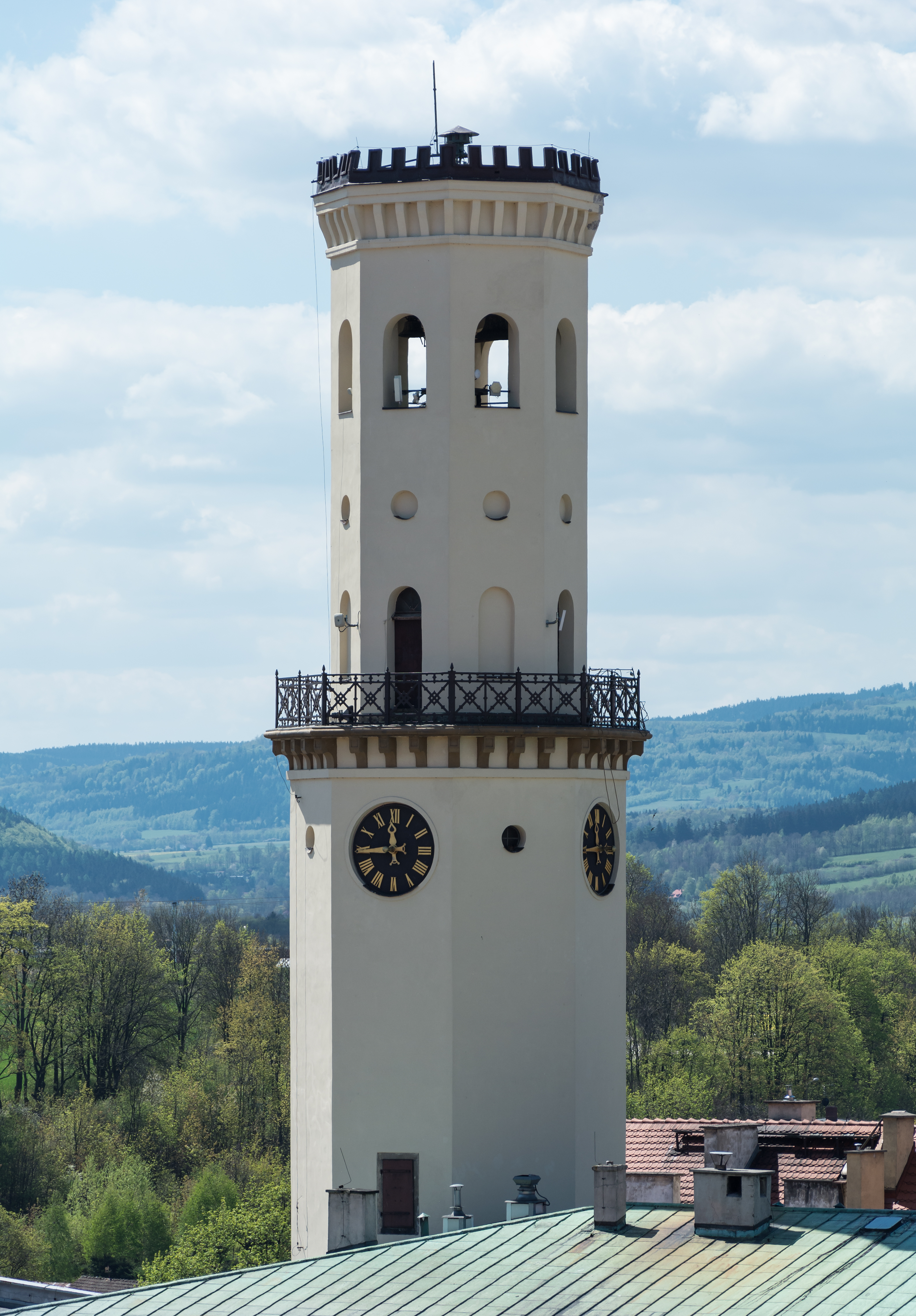